# Cat Power
Charlyn Marie "Chan" Marshall (Atlanta, Georgia, 21 de enero de 1972), más conocida por su nombre artístico Cat Power, es una cantante y compositora estadounidense. Su música reciente puede ser adscrita al folk alternativo, aunque esta es especialmente minimalista y se ha caracterizado por explorar muchos géneros y estilos a través de su ya larga carrera. En sus grabaciones toca normalmente la guitarra y el piano. A menudo es acompañada por un grupo tanto en el estudio como en concierto.

## Biografía
Nació en el estado sureño de Georgia. Tras dejar el instituto empezó a actuar con el nombre de Cat Power en Atlanta. Se trasladaría rápidamente a Nueva York donde, actuando como telonera para Liz Phair, conoció a Steve Shelley, batería de Sonic Youth, y a Tim Foljahn, de Two Dollar Guitar, quienes le animaron a grabar los que serían sus dos primeros discos: Dear Sir, de 1995 y Myra Lee, de 1996. En ellos, Chan se muestra como una cantautora personal y enigmática, a pesar de la rudeza y oscuridad de las grabaciones.
El gran impulso a su carrera llegaría en 1996, al firmar por el sello Matador Records, una de las discográficas indies más reconocidas e influyentes de Estados Unidos. En ese mismo sello aparecería su tercer álbum What Would the Community Think, del que se extraería el sencillo Nude as the News, acompañado de un videoclip dirigido por Brett Vapnek.
En 1998 llegaría Moon Pix. Grabado íntegramente en Australia con la ayuda de Jim White y Mick Turner, integrantes de la banda Dirty Three, se convirtió en un éxito de crítica y le catapultó al estrellato en el mundo indie. La sutileza y oscura simplicidad de los temas da como resultado piezas de una sorprendente belleza. 
En 2000 se publica The Covers Record, una colección de versiones de artistas como Bob Dylan, The Velvet Underground, los Rolling Stones o Moby Grape que había grabado en los años previos. Sin embargo, el disco no incluía otras versiones de, por ejemplo, Bob Dylan, que había grabado en una Peel Session del programa de la BBC de John Peel.
Tras un receso de cinco años sin disco "propio", en 2003 aparece You Are Free. En el LP aparecen nombres conocidos como Eddie Vedder de Pearl Jam y Dave Grohl de Nirvana y Foo Fighters, además del también miembro de Dirty Three y de los Bad Seeds Warren Ellis. El disco, mucho más instrumental, aunque también más luminoso que los anteriores, le ayudaría a cimentar su estatus de celebridad alternativa además de volver a centrar los focos de la crítica internacional. 
Su siguiente lanzamiento no sería un disco tradicional y al uso, sino un DVD llamado Speaking for Trees, que contiene un vídeo de más de cien minutos de duración donde Chan aparece cantando en medio de un claro de un bosque canciones nuevas y otras ya conocidas acompañada sólo de una guitarra. El vídeo está dirigido por el realizador Mark Borthwick. El DVD estaba acompañado también por un CD de audio compuesto por una canción de 18 minutos, Willie Deadwilder, en la que el músico M. Ward la acompaña en la guitarra.
The Greatest  llegó en enero de 2006. En ese disco,  grabado en Memphis, se hizo acompañar de músicos que hicieron carrera junto a grandes de la música soul y sureña como Mabon Teenie,  guitarrista de Al Green, o Steve Potts, baterista de Booker T & The MG´s. El disco vino precedido del sencillo The Greatest / Hate y se lanzó un videoclip de la canción Living Proof, realizado por el director Harmony Korine. Ha sido un gran éxito comercial en comparación a sus trabajos anteriores, pero es importante remarcar que poco tiene que ver con los mismos en términos musicales.

## Discografía

### Álbumes
- Dear Sir (1995, Plain Records)
- Myra Lee (1996, Smells Like Records)
- What Would the Community Think (1996, Matador Records)
- Moon Pix (1998, Matador Records)
- The Covers Record (2000, Matador Records)
- You Are Free (2003, Matador Records)
- The Greatest (2006, Matador Records, Noiselab Records en México)
- Jukebox (2008, Matador Records, Noiselab Records en México)
- Sun (2012, Matador Records)
- Wanderer (2018, Domino)
- Covers (2022, Domino)
- Cat Power Sings Dylan: The 1966 Royal Albert Hall (2023, Domino)

### Sencillos
- «Headlights» (1994)
- «Nude as the News» (1996)
- «Undercover» (2000)
- «He War» (2002)
- «The Greatest / Hate» (2005)
- «Maybe Not»
- «Sea of Love» (2007)[1]
- «Dark End of the Street» (2008)
- «Manhattan» (2012)

### Vídeos
- Speaking for Trees: A Film by Mark Borthwick (2004)

Banda sonora del film My Blueberry Nights (2007) de Wong Kar-wai

### Páginas oficiales
- Cat Power
- Cat Power en Matador
- Perfil de Cat Power en MySpace

### Entrevistas
- En Go Mag (en español)

### Información general
- En Allmusic
- En Discogs
- En Last.fm

- Datos: Q232348
- Multimedia: Cat Power / Q232348